# Rory MacDonald
Rory Joseph MacDonald, född 22 juli 1989 i Quesnel, är en kanadensisk MMA-utövare som mellan 20 januari 2018 och 26 oktober 2019 var welterviktsmästare i Bellator MMA.

## Karriär

### KotC
Åren 2006–2009 tävlade MacDonald i King of the Cage och gick obesegrad till 9-0 och blev under resans gång även KotC:s (King of the Cage) lättviktsmästare.

### UFC
MacDonald debuterade i Ultimate Fighting Championship 2010 och tävlade fram till 2016 under UFC:s banér. Under sin period hos UFC gick han 13 matcher och förlorade bara mot Carlos Condit, Robbie Lawler (två gånger) och Stephen Thompson.

### Bellator
2017 gick MacDonald över till Bellator. 2017–2019 gick han sex matcher i organisationen. Debuten mot Paul Daley vann han. Nästa match om welterviktstiteln gick mot Douglas Lima, även den vann han. Sedan förlorade han en match mot Gegard Mousasi om mellanviktstiteln. Sedan gick han en match oavgjort mot Jon Fitch, vann en match mot Neiman Gracie och förlorade sin sista match på kontraktet mot Lima som återtog sin mästartitel.

### PFL
Inför 2020 skrev MacDonald på för PFL och debuterade i 2021 års säsong i deras welterviktsklass.

## Tävlingsfacit
| Resultat | Facit  | Motståndare            | Metod                   | Evenemang                                 | Datum             | Rond | Tid  | Plats                  | Notering                                       |
| -------- | ------ | ---------------------- | ----------------------- | ----------------------------------------- | ----------------- | ---- | ---- | ---------------------- | ---------------------------------------------- |
| Vinst    | 1–0    | Terry Thiara (CAN)     | Submission (rear-naked) | Extreme Fighting Challenge 4              | 15 oktober 2005   | 1    | 2:11 | Prince George, Kanada  |                                                |
| Vinst    | 2–0    | Ken Tran (CAN)         | Submission (rear-naked) | KOTC: Anarchy                             | 11 februari 2006  | 1    | 2:33 | Prince George, Kanada  |                                                |
| Vinst    | 3–0    | Jordan Mein (CAN)      | Submission (rear-naked) | Rumble in the Cage 17                     | 17 juni 2006      | 1    | 4:04 | Lethbridge, Kanada     |                                                |
| Vinst    | 4–0    | Quinton Moreno (CAN)   | Submission (triangel)   | KOTC: Insurrection                        | 6 oktober 2006    | 1    | n/a  | Vernon, Kanada         |                                                |
| Vinst    | 5–0    | Yoon Heo (KOR)         | TKO (knä)               | KOTC: Icebreaker                          | 3 november 2006   | 2    | 0:19 | Prince George, Kanada  |                                                |
| Vinst    | 6–0    | Kajan Johnson (CAN)    | TKO (armbågar och slag) | KOTC: Avalanche                           | 15 december 2007  | 3    | 1:48 | Moncton, Kanada        |                                                |
| Vinst    | 7–0    | Clay French (USA)      | KO (slag)               | KOTC: Grinder                             | 28 november 2008  | 2    | 4:26 | Calgary, Kanada        | Vann KotC lättviktsbälte                       |
| Vinst    | 8–0    | Elmer Waterhen (CAN)   | Submission (armbar)     | KOTC: Island Pride                        | 8 maj 2009        | 1    | 1:27 | Nanaimo, Kanada        | Welterviktsdebut                               |
| Vinst    | 9–0    | Nick Hinchliffe (CAN)  | KO (slag)               | KOTC: Disturbed                           | 25 september 2009 | 2    | 2:08 | Edmonton, Kanada       |                                                |
| Vinst    | 10–0   | Michael Guymon (USA)   | Submission (armbar)     | UFC Fight Night: Maynard vs. Diaz         | 11 januari 2010   | 1    | 4:27 | Fairfax, VA, USA       |                                                |
| Förlust  | 10–1   | Carlos Condit (USA)    | TKO (slag)              | UFC 115                                   | 12 juni 2010      | 3    | 4:53 | Vancouver, Kanada      |                                                |
| Vinst    | 11–1   | Nate Diaz (USA)        | Domslut (enhälligt)     | UFC 129                                   | 30 april 2011     | 3    | 5:00 | Toronto, Kanada        |                                                |
| Vinst    | 12–1   | Mike Pyle (USA)        | TKO (slag)              | UFC 133                                   | 6 augusti 2011    | 1    | 3:54 | Philadelphia, PA, USA  |                                                |
| Vinst    | 13–1   | Che Mills (ENG)        | TKO (slag)              | UFC 145                                   | 21 april 2012     | 2    | 2:20 | Atlanta, GA, USA       |                                                |
| Vinst    | 14–1   | B.J. Penn (USA)        | Domslut (enhälligt)     | UFC on Fox: Henderson vs. Diaz            | 8 december 2012   | 3    | 5:00 | Seattle, WA, USA       |                                                |
| Vinst    | 15–1   | Jake Ellenberger (USA) | Domslut (enhälligt)     | UFC on Fox: Johnson vs. Moraga            | 27 juli 2013      | 3    | 5:00 | Seattle, WA, USA       |                                                |
| Förlust  | 15–2   | Robbie Lawler (USA)    | Domslut (delat)         | UFC 167                                   | 16 november 2013  | 3    | 5:00 | Las Vegas, NV, USA     |                                                |
| Vinst    | 16–2   | Demian Maia (BRA)      | Domslut (enhälligt)     | UFC 170                                   | 22 februari 2014  | 3    | 5:00 | Las Vegas, NV, USA     |                                                |
| Vinst    | 17–2   | Tyron Woodley (USA)    | Domslut (enhälligt)     | UFC 174                                   | 14 juni 2014      | 3    | 5:00 | Vancouver, Kanada      |                                                |
| Vinst    | 18–2   | Tarec Saffiedine (BEL) | TKO (slag)              | UFC Fight Night: MacDonald vs. Saffiedine | 4 oktober 2014    | 3    | 1:28 | Halifax, Kanada        |                                                |
| Förlust  | 18–3   | Robbie Lawler (USA)    | TKO (slag)              | UFC 189                                   | 11 juli 2015      | 5    | 1:00 | Las Vegas, NV, USA     | Titelmatch i weltervikt.                       |
| Förlust  | 18–4   | Stephen Thompson (USA) | Domslut (enhälligt)     | UFC Fight Night: MacDonald vs. Thompson   | 18 juni 2015      | 5    | 5:00 | Ottawa, Kanada         |                                                |
| Vinst    | 19–4   | Paul Daley (ENG)       | Submission (rear-naked) | Bellator 179                              | 19 maj 2017       | 2    | 1:45 | London, England        |                                                |
| Vinst    | 20–4   | Douglas Lima (BRA)     | Domslut (enhälligt)     | Bellator 192                              | 20 januari 2018   | 5    | 5:00 | Inglewood, CA, USA     | Blev Bellator-mästare i weltervikt.            |
| Förlust  | 20–5   | Gegard Mousasi (NLD)   | TKO (armbågar och slag) | Bellator 206                              | 29 september 2018 | 2    | 3:23 | San Jose, CA, USA      | Mellanviktsdebut. Tävlade om mellanviktsbältet |
| Oavgjort | 20–5-1 | Jon Fitch (USA)        | Oavgjort (majoritet)    | Bellator 220                              | 27 april 2019     | 5    | 5:00 | San Jose, CA, USA      | Behöll welterviktsbältet                       |
| Vinst    | 21–5-1 | Neiman Gracie (BRA)    | Domslut (enhälligt)     | Bellator 222                              | 14 juni 2019      | 5    | 5:00 | New York, NY, USA      | Försvarade welterviktsbältet                   |
| Förlust  | 21–6-1 | Douglas Lima (BRA)     | Domslut (enhälligt)     | Bellator 232                              | 26 oktober 2019   | 5    | 5:00 | Uncasville, CT, USA    | Förlorade welterviktsbältet                    |
| Vinst    | 22–6-1 | Curtis Millender (USA) | Submission (rear-naked) | PFL 2 (säsong 2021)                       | 29 april 2021     | 1    | 3:38 | Atlantic City, NJ, USA |                                                |